# Hyalella crawfordi
Hyalella crawfordi is een vlokreeftensoort uit de familie van de Hyalellidae. De wetenschappelijke naam van de soort is voor het eerst geldig gepubliceerd in 2006 door Coleman & Gonzalez.